# The Party's Over (álbum)
The Party's Over (en español: La fiesta ha terminado) es el primer álbum de estudio de la banda inglesa Talk Talk. Fue publicado en julio de 1982, siendo producido por Colin Thurston, quien fue el ingeniero de David Bowie en “Heroes” y produjo el álbum debut de Duran Duran.
Como parte de una táctica promocional de EMI, la banda fue presentada durante una gira estadounidense de Elvis Costello junto a su sencillo epónimo, e inicialmente fueron encasillados dentro del movimiento subcultural new romantic. El material ha vendido 250 000 copias hasta la fecha.

## Antecedentes
Mark Hollis estuvo en la banda The Reaction, donde una de sus canciones demo «Talk Talk Talk Talk» apareció en la compilación Streets de 1977, junto a otras bandas punk emergentes. Al año siguiente, fue publicado su único sencillo «I Can't Resist», debido a la abrupta separación de The Reaction. Con la ayuda de su hermano mayor Ed Hollis, previo manager de Eddie and the Hot Rods, le envió una cinta con canciones suyas a Island Music, el publishing de Island Records.
A pesar de que Hollis buscaba conseguir un acuerdo como compositor, su hermano le presentó a Lee Harris y Paul Webb para tener unas sesiones juntos. Con la inclusión del tecladista Simon Brenner, decidieron formar una banda luego de una semana juntos. Hollis expresaba que la alineación se asemejaba más a los cuartetos de jazz que a las bandas de rock, donde la ausencia de un guitarrista implicaba un mayor enfoque en las fuertes melodías. Durante su breve paso por Island Music conocieron a Keith Aspden, quien dejó a la compañía para ser el manager de la nueva agrupación, firmando por EMI en noviembre de 1981. Un mes después, fueron parte de la gira nacional de Duran Duran, antes de empezar las grabaciones para su primer álbum.

## Concepto
Las constantes comparaciones con bandas como Simple Minds, Echo and the Bunnymen, U2, Air Supply y Roxy Music frustraba a Hollis, quien prefería enfocarse en hablar sobre figuras de antaño. En una entrevista con Smash Hits, Hollis mencionaba al cantante Otis Redding, los compositores Bacharach y David, además de John Coltrane como algunas personas a las que admiraba musicalmente. Sobre su preferencia por músicos de jazz como Coltrane y Ornette Coleman, Hollis calificaba como «crucial» la influencia musical de su hermano Ed en su desarrollo y enfoque compositivo.
El productor Colin Thurston, quien estuvo en el desarrollo de “Heroes” de David Bowie, causó expectativas iniciales en Hollis que fueron disminuyendo rápidamente. Notando una diferencia creativa sobre las grabaciones, optaron por llamar a Mike Robinson para que realizase la mezcla definitiva, buscando endurecer más su sonido. Otro punto de tensión fue la presentación de la banda para materiales promocionales y la carátula del álbum, donde las ideas de Peter Saville no coincidían con la visión creativa de la banda, quienes buscaban un resultado similar al de las carátulas de Joy Division y OMD, ambas realizadas por Saville. Finalmente, la carátula fue diseñada por James Marsh, quien presentó el concepto de una “boca-cara” como una representación visual del nombre de la banda.

## Lista de canciones
| N.º   | Título                     | Escritor(es)                                    | Duración |  |
| 1.    | «Talk Talk»                | Ed Hollis · Mark Hollis                         | 3:23     |  |
| 2.    | «It's So Serious»          | Simon Brenner · Lee Harris · Hollis · Paul Webb | 3:21     |  |
| 3.    | «Today»                    | Brenner · Harris · Hollis · Webb                | 3:30     |  |
| 4.    | «The Party's Over»         | Brenner · Harris · Hollis · Webb                | 6:12     |  |
| 5.    | «Hate»                     | Brenner · Harris · Hollis · Webb                | 3:58     |  |
| 6.    | «Have You Heard the News?» | Hollis                                          | 5:07     |  |
| 7.    | «Mirror Man»               | Hollis                                          | 3:21     |  |
| 8.    | «Another Word»             | Webb                                            | 3:14     |  |
| 9.    | «Candy»                    | Hollis                                          | 4:41     |  |
| 37:47 |                            |                                                 |          |  |

## Créditos y personal
Adaptados desde AllMusic.
Talk Talk
- Mark Hollis – voz principal, composición.
- Simon Brenner – teclados.
- Lee Harris – percusión.
- Paul Webb – bajo.

Apoyo
- Colin Thurston – producción.
- Mike Robinson – mezcla.
- James Marsh – arte de portada.
- Bill Smith – diseño.

## Posicionamiento en listas
| Listas (1982–83)               | Mejor posición |
| ------------------------------ | -------------- |
| Australia (Kent Music Report)  | 94             |
| Estados Unidos (Billboard 200) | 132            |
| Nueva Zelanda (RMNZ)           | 8              |
| Reino Unido (UK Albums)        | 21             |
| Suecia (Sverigetopplistan)     | 47             |

## Certificaciones
| País (Certificador) | Certificación | Ventas certificadas |
| --- | ------------- | ------------------- |
| Reino Unido (BPI) | Plata         | 60 000*             |
| ^cifras de envíos basadas únicamente en la certificación xcifras no especificadas basadas únicamente en la certificación |               |                     |